# Dendrogale murina
Dendrogale murina é uma espécie de mamífero arborícola da família Tupaiidae. Pode ser encontrado na Tailândia, Camboja, Vietnã e Laos.